# 阿富汗難民
阿富汗难民是因為阿富汗戰爭、迫害（哈扎拉人）、酷刑和种族灭绝而被迫背井离乡的阿富汗公民。1978年四月革命和1979年苏阿战争開啟了阿富汗的第一波難民潮。這些難民被迫離開阿富汗前往邻国伊朗和巴基斯坦以及其他國家避難。1989年2月，苏联撤出阿富汗後，许多阿富汗难民開始返回家园。接踵而至的阿富汗内战、阿富汗戰爭、2021年塔利班攻勢爆發後，許多阿富汗難民再次逃離家園。
阿富汗是世界上最大的难民來源國之一。 2000年有超过600万阿富汗难民居住在伊朗和巴基斯坦。截至2021年，他们是继委内瑞拉难民和叙利亚难民之后的第三大難民群体。一些國際安全援助部隊參與國制定了特别计划，允许数千名阿富汗人在北美或欧洲定居。
2023年10月3日，巴基斯坦要求該國境內的阿富汗難民離開該國。截止11月21日，已有37.4万阿富汗人离开巴基斯坦。此外還有12万多阿富汗难民离开伊朗。